# Gubernatorstwo Generalne Brazylii

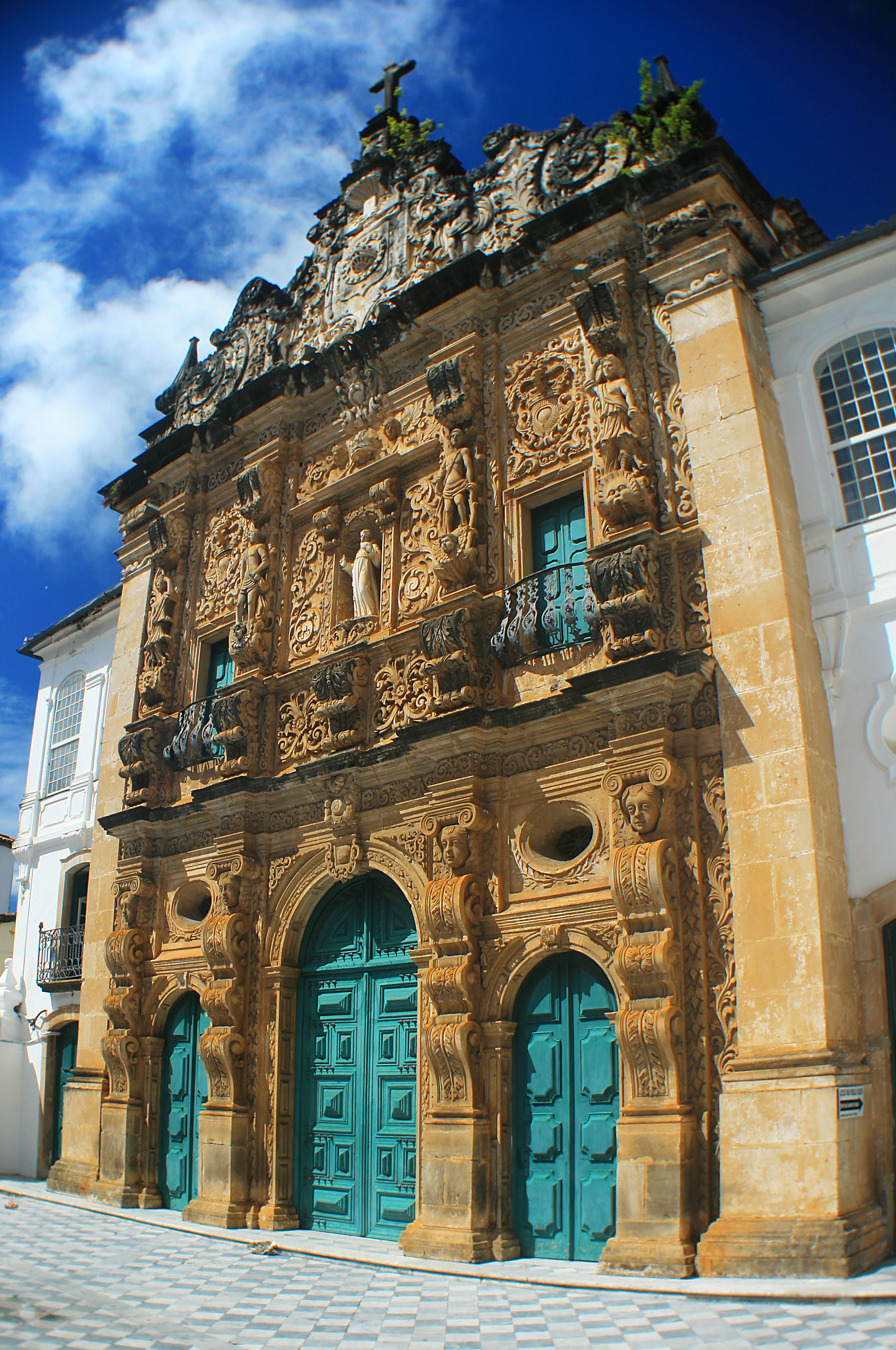
Historyczne centrum Salvadoru, wpisane na listę światowego dziedzictwa UNESCO

Gubernatorstwo Generalne Brazylii (port. Governo-Geral do Brasil) – jednostka administracyjna portugalskiej Ameryki stworzona w 1548 w celu wzmocnienia i koordynacji działań utworzonych wcześniej kapitanii (1534). 
Presja Królestwa Francji oraz zagrożenie ze strony rdzennej ludności wymogło na Lizbonie większą dbałość o bezpieczeństwo amerykańskiego terytorium. Powołanie gubernatora generalnego zapewniało możliwość podejmowania kluczowych decyzji przez zorientowanego w miejscowych stosunkach wysokiego rangą urzędnika.

## Kapitanie
Pierwszymi jednostkami brazylijskiego podziału terytorialnego były kapitanie. Miały one charakter dziedzicznego nadania w formie donacji, ofiarowanego zaufanym i mogącym poszczycić się określonym kapitałem sługom dworu. W ten sposób kwestionowane przez Francuzów prawa do południowoamerykańskiej kolonii miały zostać zabezpieczone, a konieczność zasiedlenia, będąca warunkiem niezbędnym tzw. „efektywnego posiadania” (co wynikało z koncepcji prawa narodów powracającego do łask prawa rzymskiego) przeniesiona na osoby prywatne.
Sukces tego rozwiązania okazał się jednak połowiczny i już kilkanaście lat po ich utworzeniu w wyniku narastającej presji Francji oraz coraz bardziej agresywnej postawy tubylców stało się jasne, że Brazylia wymaga znacznie pilniejszej uwagi. W tym celu powołano urząd gubernatora generalnego. 

## Powołanie gubernatora
Regimento czyli dokument określający kompetencje i zadania królewskiego gubernatora bardzo wyraźnie wskazywał na konieczność powołania nowej, królewskiej kapitanii. Założono ją w Bahii ze stolicą w São Salvador (dzisiejszy Salvador), do której prawa zostały odkupione od pierwotnie obdarowanego. Centralne położenie regionu miało pozwolić na ściślejszą koordynację działań pozostałych terytorialnych jednostek.
W sensie prawnym Brazylia traktowana była jak zamorskie rozszerzenie terytorium Portugalii. Obowiązywały w nim prawa kraju macierzystego, a gubernator generalny miał być urzędnikiem nadzorującym jego przestrzeganie. Posiadał również władzę polityczną, wyrażającą się w prawie do wydawania edyktów regulujących kwestie specyficzne dla kolonii oraz implementacji królewskich zarządzeń i dekretów obowiązujących także dziedzicznych kapitanów.
Gubernator generalny stawał się głównodowodzącym kolonialnych sił lądowych i morskich. Zobowiązany został do dopilnowania aby osiedla założone w pozostałych regionach ufortyfikowano, a ich mieszkańcom dostarczono broń. Zbudowana miała zostać również trzymająca Francuzów na dystans flota. W kwestiach relacji z tubylcami dokument zakazywał obracania ich w niewolę (będącą według dworu główną przyczyną ich niechęci) oraz nakaz konwersji na katolicyzm.
Pierwszym gubernatorem został Tomé de Sousa, który przypłynął do Brazylii 29 marca 1549 razem z liczącym sobie ok. 1000 osób orszakiem, składającym się głównie z żołnierzy, drobnej szlachty, chłopów i pewnej liczby degredados (kryminalistów). Kolejne konwoje z osadnikami przybyły kolejno w 1550 i 1551.

## Późniejsze zmiany
Jeszcze w XVI wieku utworzono kolejną królewską kapitanię Rio de Janeiro i tak uformowana struktura przetrwała niezmieniona do pierwszej połowy XVII wieku. Wtedy to w wyniku ekspansji wewnątrz interioru powołano do życia kolejne kapitanie, a gubernatorstwo podzielono na niezależne od siebie części północną i południową (Stan Maranhão i Stan Brazylii). 
Na początku XVIII wieku gubernatorów zaczęli coraz częściej zastępować wicekrólowie, a sto lat później wraz z przenosinami portugalskiego dworu do Brazylii (ucieczka przed wojskami Napoleona) zarząd kolonialny przestał mieć rację bytu. 16 grudnia 1815 status Brazylii podniesiono do rangi równorzędnego królestwa, tworząc Zjednoczone Królestwo Portugalii, Brazylii i Algarve, a 7 września 1822 regent Pedro (późniejszy cesarz) zerwał unię z Portugalią ogłaszając powstanie niepodległego Cesarstwa Brazylii.